# 日蘇基本條約
苏日基本条约（日语：日ソ基本条約）是1925年苏联与日本之间签署的双边条约，多數國家稱為蘇日基本條約。

## 名稱
| 類型 | 日語                           | 俄語                           |
| ---- | ------------------------------ | ------------------------------ |
| 全名 | 日本與蘇聯雙邊關係基本原則公約 | 蘇聯與日本雙邊關係基本原則公約 |
| 簡稱 | 日蘇基本條約                   | 1925年北京條約                 |
| 簡稱 | 日蘇基本條約                   | 1925年蘇日關係基本原則公約     |

## 背景
1922年10月25日，日本被迫从远东的苏联领土撤军，但仍占据北纬50度以北的北库页岛。 
苏日两国在1924年5月15日在北京举行44轮谈判。日本同意外交承认苏联，从北库页岛撤军，不再要求苏方对庙街事件公开道歉与赔偿损失；苏联同意承认朴茨茅斯条约，承认1907年俄日渔业条约（Fishery Convention），允许日本在北库页岛开采石油、煤矿、森林采伐。
1925年1月20日苏联驻中华民国大使列夫·米哈伊洛维奇·加拉罕与日本驻华公使芳澤謙吉签署该条约。1925年2月26日在北京互换批准书。
1925年12月14日，根据《苏日基本条约》附属议定书(乙)规定，苏日两国在莫斯科签署关于北库页岛石油开采权利租让合同与煤炭开采权利租让合同。财产使用费每年缴纳4%，合同期限45年。1926年6月日方由三菱、三井、日本石油、大仓、久原等联合组建北桦太石油会社，1929年度产油17.5万吨，占日本石油产量75%。1926年8月日方由三菱、三井、大仓、冈野等联合组建北桦太矿业会社，1929年度产煤炭13万吨。随着第二次大战苏、日战争形势的剧变，1944年3月30日，苏日两国在莫斯科签署解除日本在北库页岛开采石油煤炭的利权协议书，苏方赔偿500万卢布。